# Cléden-Poher
Cléden-Poher is een gemeente in het Franse departement Finistère (regio Bretagne). De plaats maakt deel uit van het arrondissement Châteaulin. Cléden-Poher telde op 1 januari 2022 1.135 inwoners.

## Geografie
De oppervlakte van Cléden-Poher bedroeg op 1 januari 2022 29,81 vierkante kilometer; de bevolkingsdichtheid was toen 38,1 inwoners per km².

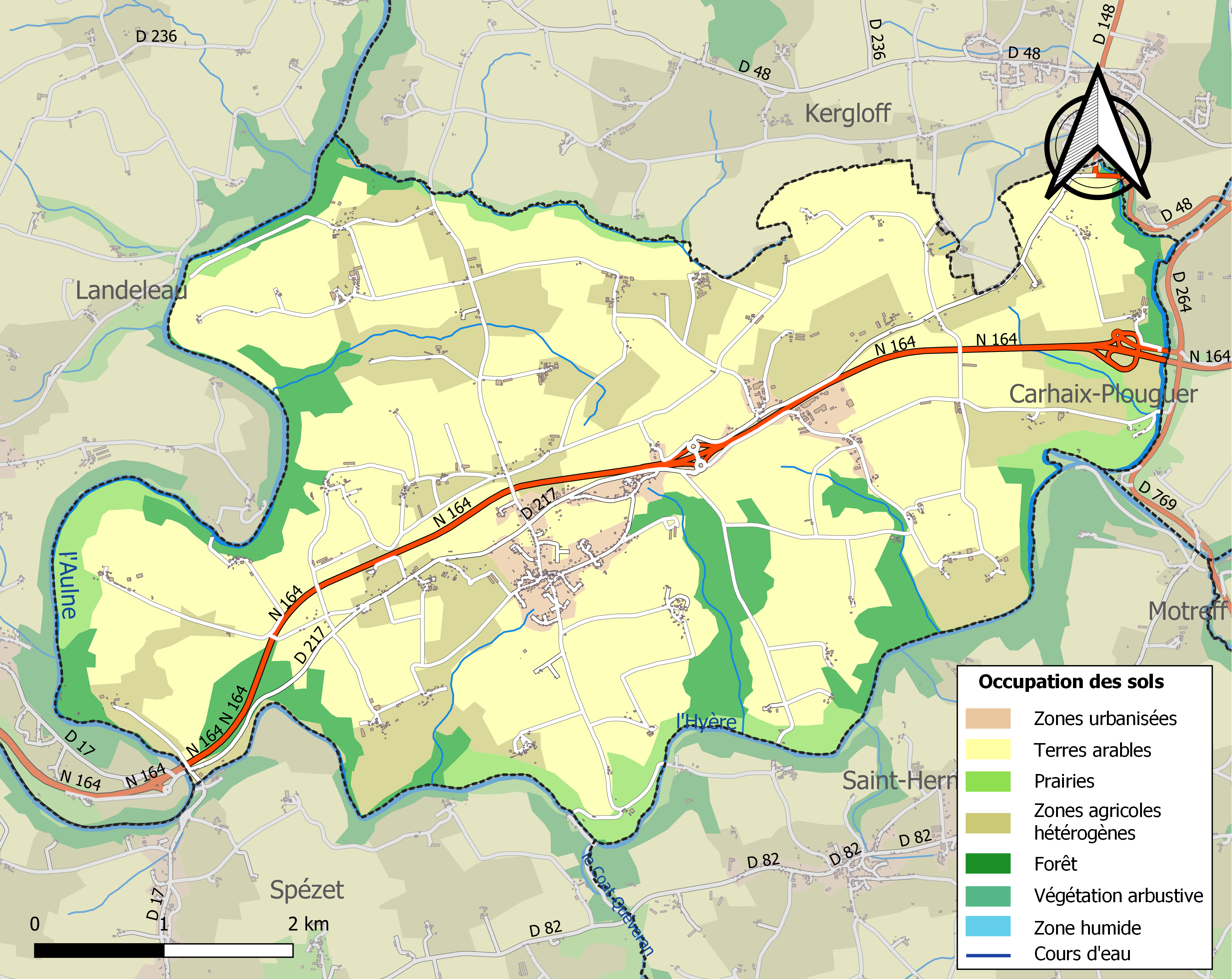
Kaart van de gemeente met belangrijkste infrastructuur, bodemgebruik en omliggende gemeenten

## Bezienswaardigheid
- de enclos paroissial bestaande uit
  - de parochiekerk Notre-Dame-de-l'Assomption die dateert uit de 16e eeuw. 
    - De klokkentoren werd in 1907 vernield door de bliksem en werd vervangen door een ranke toren met balustrades. De voorgevel heeft een vooruitstekend portaal. Aan de achterzijde bevinden zich, aan beide kanten van het platte chevet, twee identieke sacristieën met een zogenaamde 'toit à l'impériale'.
    - Binnen in de kerk vallen de talrijke schilderijen op, inzonderheid het zes panelen tellende retabel uit de 16-17e eeuw dat geïntegreerd is in het hoofdaltaar. Er valt ook heel wat beeldhouwwerk op zoals beelden van heiligen, neogotische koorbanken uit de 19e eeuw en een preekstoel uit de 18e eeuw. Het gewelf met houten lambrisering van het schip is volgeschilderd met scenes uit het leven van Maria.

  - het ossuarium of knekelhuis dat dateert uit de 16e eeuw (gotiek-renaissance)
  - de calvarie die dateert uit 1575. Behalve de aanwezigheid van Christus aan het kruis, van de goede en de slechte moordenaar, van de treurende moeder Maria en van de apostel Johannes bevinden er zich nog enkele beeldengroepen zoals de geseling van Christus en God de Vader die zijn levenloze Zoon vasthoudt.

## Demografie
Onderstaande figuur toont het verloop van het inwonertal (bron: INSEE-tellingen).